# دين موريسون
دين موريسون (بالإنجليزية: Dean Morrison)‏ (12 يونيو 1978 في أستراليا - ) هو لاعب كريكت أسترالي. شارك مع Jersey cricket team ‏.

## وصلات خارجية
- دين موريسون على موقع إي آس بي آن كريك إنفو (الإنجليزية)